# Zivko Edge 540
Zivko Edge 540 er et étmotoret monoplanfly, designet til højhastigheds kunstflyvning og air racing.

## Historie
Udviklingen og fremstilling af flyet begyndte i 1990'erne hos amerikanske Zivko Aeronautics, med hovedsæde i Guthrie, Oklahoma. 
På grund af dets gode flyveegenskaber, har flyet siden midten af 1990'erne, været brugt af mange piloter i konkurrencer i kunstflyvning, og vundet flere sejre i forskellige klasser. Edge 540 er den mest benyttede flytype ved Red Bull Air Race. En tosædet variant af flyet bliver solgt som Edge 540T.